# HMS Charybdis (88)
La HMS Charybdis (Pennant number 88), quinta nave da guerra della Royal Navy britannica a portare questo nome, è stata un incrociatore leggero classe Dido. Costruita nei cantieri Cammell Laird di Birkenhead, venne impostata il 9 novembre 1939, varata il 17 settembre 1940 ed entrò in servizio il 3 dicembre 1941, in piena seconda guerra mondiale.

## Servizio
La Charybdis venne assegnata, al momento dell'ingresso in servizio, alla Home Fleet, continuando il periodo di addestramento e prove in mare fino al gennaio 1942. Il 15 dicembre partecipò alla prima missione operativa, scortando una forza di posamine nel Mare del Nord. Dopo una simile operazione nel mese di marzo 1942, nei primi giorni di aprile venne deciso il trasferimento dell'unità presso la Forza H, di base a Gibilterra. Il 13 aprile, scortò durante la traversata la portaerei USS Wasp, l'incrociatore da battaglia Renown insieme all'incrociatore Cairo. Dal 19 seguente fu impiegata in una missione di lancio di aerei da combattimento verso l'isola di Malta, scortando la portaerei insieme a sei cacciatorpediniere e alle due navi trasferite insieme nella zona, tornando quindi alla base il 23 aprile.
In maggio partecipò a due missioni simili, scortando nel Mediterraneo la Wasp e la Eagle l'8 maggio e la Eagle stessa a la Argus il 17 seguente. In giugno vennero effettuate due missioni dello stesso tipo, l'11 salpò invece con la Forza W per scortare un convoglio di rifornimento per Malta denominato Operazione Harpoon. Lo scontro con le forze aeronavali dell'asse che ne scaturì è noto con il nome di battaglia di mezzo giugno.
Tornata a Gibilterra senza essere stata danneggiata, rimase con la Forza W nel Mediterraneo, svolgendo nel mese di luglio due nuovi missioni di lancio di aerei verso Malta. In agosto, dopo aver partecipato ad un'esercitazione in Atlantico con le portaerei Victorious, Indomitable, Eagle e Argus, venne impiegata nel nuovo tentativo di rifornire l'isola via mare, denominato Operazione Pedestal. Il 9 agosto salpò da Gibilterra per scortare il convoglio WS21S attraverso il canale di Sicilia insieme alle navi da battaglia Nelson e Rodney, le portaerei Indomitable, Victorious e Eagle e agli incrociatori Sirius e Phoebe, oltre ad una scorta di 12 cacciatorpediniere. Il 12 agosto, in seguito al danneggiamento della Indomitable, rimase nei pressi dell'unità in difficoltà per offrirle copertura antiaerea. Il giorno successivo venne trasferita nella Forza X per sostituire la Manchester, gravemente danneggiata e autoaffondata. Due giorni dopo, a battaglia conclusa, fece ritorno a Gibilterra.
Nei mesi di settembre e ottobre venne impiegata in missioni di pattugliamento tra le Azzorre e Cabo Fisterra, tornando nel Mediterraneo il 28 ottobre per scortare le portaerei Furious in una missione di lancio di aerei verso Malta. In novembre venne scelta per partecipare alla Operazione Torch, nome in codice degli sbarchi alleati in nord-Africa. Dall'8 novembre coprì gli sbarchi a Bijaya e Annaba, venendo fatta oggetto di diversi attacchi aerei. Tre giorni dopo prese parte alla scorta ad un convoglio di navi trasporto truppe dirette a Gibilterra per imbarcare militari britannici e americani e quindi ad Algeri. In dicembre, dopo aver partecipato ad una esercitazione nel Mediterraneo occidentale, venne richiamata in patria per essere sottoposta a lavori di ammodernamento a Barrow-in-Furness, che durarono fino al febbraio 1943.
Tornata in servizio il mese successivo, venne assegnata alla Home Fleet, venendo quindi trasferita a Plymouth dopo una missione di scorta ad una flottiglia di posamine. Nei primi giorni di maggio scortò insieme all'incrociatore Uganda la Queen Mary in viaggio verso gli Stati Uniti con a bordo il Primo Ministro Winston Churchill. Dal 12 maggio venne assegnata a compiti di protezione dei numerosi convogli in transito nella baia di Biscaglia in preparazione dell'operazione Husky, ovvero lo sbarco alleato in Sicilia. La Charybdis rimase quindi nella zona fino alla fine di agosto, quando venne trasferita a Biserta per appoggiare le operazioni militari in corso. Dopo gli sbarchi a Salerno, (operazione Avalanche) imbarcò il generale Eisenhower a Palermo per una visita alla testa di ponte.
Nei giorni successivi trasferì insieme agli incrociatori Euryalus e Scylla soldati e rifornimenti da Tripoli a Salerno. Il 18 settembre tornò quindi ai normali compiti di pattugliamento della baia di Biscaglia, scortando convogli da e per Gibilterra. Il 22 ottobre salpò insieme a una scorta di cacciatorpediniere per intercettare il mercantile tedesco Munsterland segnalato nella zona in navigazione tra Brest e Cherbourg, incontrandolo il giorno successivo in navigazione sotto costa scortato da torpediniere tedesche. Durante lo scontro notturno venne colpita da due siluri lanciati dalla T23 che causarono danni irreparabili e l'affondamento della nave in 30 minuti. 426 uomini dell'equipaggio persero la vita, mentre 107 vennero recuperati dalle altre unità britanniche. Anche il cacciatorpediniere Limbourne venne affondato nel breve scontro.